# فنن (اسم)
فنن هو اسم علم مؤنث مفرد من أصل عربي، ومعناه الغصن من الشجرة، والجمع (أفنان) وَ (أفانين) واحدها فنن، ورد ذكره في قوله تعالى: ﴿ذواتا أفنانٍ﴾ [ الرحمن48].

## وصلات خارجية
- موسوعة السلطان قابوس لأسماء العرب نسخة محفوظة 5 أبريل 2019 على موقع واي باك مشين.